# Daína Chaviano
Daína Chaviano (La Habana, 19 de febrero de 1957) es una escritora cubana con ciudadanía estadounidense desde 1991. Está considerada una de las tres escritoras más importantes de la Literatura fantástica y de Ciencia ficción en lengua española, junto con Angélica Gorodischer (Argentina) y Elia Barceló (España) con quienes integra la llamada "Trinidad Femenina de la Ciencia ficción en Hispanoamérica".
Mientras vivió en Cuba, publicó varios libros de fantasía y Ciencia ficción, convirtiéndose en la autora más vendida y admirada dentro de ambas vertientes en la historia de su país. Después de abandonar la isla, en 1991, se ha destacado por una serie de novelas donde aborda asuntos más contemporáneos e históricos con fuertes elementos mitológicos y fantásticos.
Aunque el peso de su obra se dirige al lector adulto, también ha publicado varios libros para jóvenes. En ese concepto, su literatura resulta bastante sui géneris porque a veces las fronteras entre las edades de sus lectores resultan bastante difusas.
Su prosa se mueve con igual soltura en la modalidad fantástica y en la tradicional. Tanto en una como en otra ha obtenido premios y reconocimientos internacionales.
Sus temas abarcan la mitología, el erotismo, la historia antigua, la sociología, la parapsicología, la política y la magia.
Es prima del actor cubano César Évora.

## Biografía
Descendiente de franceses y asturianos, es licenciada en lengua y literatura inglesa por la Universidad de La Habana. Ganó su primer premio literario cuando aún era estudiante, en la primera convocatoria que se hacía en Cuba para un concurso de ciencia ficción, con su libro Los mundos que amo. Más tarde fundó el primer taller literario de ciencia ficción en su país, al que nombró Oscar Hurtado como homenaje al padre del género en la isla caribeña.
En 1989, su libro País de dragones obtuvo el Premio Nacional de Literatura para Niños y Jóvenes "La Edad de Oro". Sin embargo, nunca llegó a publicarse en Cuba porque fue censurado cuando la autora decidió abandonar el país, en 1991, para establecerse en Estados Unidos.

En 1998 alcanzó reconocimiento internacional cuando recibió el Premio Azorín de Novela en España, por El hombre, la hembra y el hambre. Esta obra forma parte de su ciclo novelístico «La Habana Oculta», al que también pertenecen Casa de juegos (1999), Gata encerrada (2001) y La isla de los amores infinitos (2006). Esta serie ha sido calificada como “el proyecto novelístico más coherente de su generación, indispensable para entender la psicología social y los altibajos espirituales de los cubanos”.
En 2004 fue la Invitada de Honor al 25.º Congreso Internacional del Arte Fantástico (25th Internacional Conference for the Fantastic in the Arts, ICFA), el mayor evento académico del mundo dedicado a la literatura y al arte de ciencia ficción y fantasía que se celebra anualmente en Estados Unidos. Fue la primera vez que se otorgó ese honor a un escritor de habla hispana.
En 2007 su novela La isla de los amores infinitos fue galardonada con la Medalla de Oro en el certamen Florida Book Awards —que reconoce los mejores libros publicados anualmente por autores residentes en ese estado—, en la categoría Mejor Libro en Lengua Española.
La isla de los amores infinitos ha sido publicada en 26 idiomas y se ha convertido en la novela cubana más traducida de todos los tiempos.
En noviembre de 2014 fue la Escritora Homenajeada durante la Feria Universitaria del Libro en Tabasco (México), donde recibió el Premio Nacional Malinalli para la Promoción de las Artes, los Derechos humanos y la Diversidad Cultural, que hasta entonces solo habían recibido figuras de la cultura y la sociedad mexicana. Fue la primera vez que se entregó este galardón a una figura internacional.
Su colección de cuentos Extraños testimonios salió en enero de 2017. En una entrevista, Chaviano clasificó el género al que pertenecía esta obra como "gótico caribeño", debido a que reúne textos con "elementos del horror, el absurdo, el erotismo y cierta dosis de humor cortaziano, en ambientes tropicales y soleados, específicamente del Caribe".
Había sido el último libro que escribió antes de abandonar Cuba. Tras permanecer inédito durante veinticinco años, fue publicado en España por la editorial Huso, que desde entonces se dio a la tarea de rescatar otros títulos de esta autora, agotados desde hacía años, como El abrevadero de los dinosaurios (noviembre de 2017) y Fábulas de una abuela extraterrestre (noviembre de 2018).
En 2019 se publicó su novela Los hijos de la Diosa Huracán, un thriller histórico que implicó un trabajo investigativo de más de una década. Con esta obra, su autora ha recreado en la ficción el universo de los taínos, rescatando el legado de la principal cultura indígena del Caribe. La novela recibió Medalla de Oro en el concurso Florida Book Awards por Mejor Libro en Lengua Española, convirtiendo a Chaviano en la única escritora en obtener dos veces el galardón en esa categoría. También obtuvo el primer lugar en dos categorías del certamen International Latino Book Awards: Best Popular Fiction y Best Novel Adventure or Drama in Spanish.
Su libro País de dragones (Grupo Editorial Norma, Colombia, 2021), recibió el premio Los Mejores de Banco del Libro, otorgado a los mejores libros para niños y jóvenes en lengua española. Junto con Amoroso planeta, también publicado por esa editorial, ha sido incorporado a los cursos de lectura en los colegios de ese país.
Sus cuentos y poemas han sido incluidos en decenas de antologías.
The Encyclopedia of Science Fiction, la seminal obra crítica del género, escrita por John Clute y Peter Nicholls, recoge ampliamente sus aportes dentro de la ciencia ficción.
Es la única escritora cubana viva con un artículo individual en la clásica Enciclopedia Británica.

## Influencias literarias
Sus influencias literarias provienen fundamentalmente del mundo celta, de diversas mitologías y de las principales epopeyas de pueblos antiguos. Entre estos referentes se encuentran el ciclo artúrico, los mitos griegos, romanos, egipcios, precolombinos y afrocubanos, y las primeras epopeyas de la humanidad, cercanas a la prehistoria, tales como el Poema de Gilgamesh, el Mahábharata, el Popol Vuh, la Odisea, y otros similares.
Este gusto por lo mágico y lo mitológico ha desembocado en un estilo marcadamente distinto al de otros escritores de su país. La propia autora ha reconocido que no tiene afinidad alguna con la literatura cubana de ninguna época. Tampoco la literatura hispanoamericana parece ser un referente temático en ella. Con la excepción de nombres como Manuel Mujica Lainez y Mario Vargas Llosa, su punto de contacto más importante con Latinoamérica son las mitologías precolombinas.
En términos generales, sus influencias contemporáneas provienen de autores europeos y anglosajones como Margaret Atwood, Milan Kundera, Ursula K. LeGuin, Ray Bradbury, Anaïs Nin, J. R. R. Tolkien y William Shakespeare, entre otros.

## Obras publicadas en español

### Novela
- 2019: Los hijos de la Diosa Huracán. Editorial Grijalbo, España.
- 2006: La isla de los amores infinitos. Editorial Grijalbo, España.
- 2001: Gata encerrada. Editorial Planeta, Barcelona, España.
- 1999: Casa de juegos. Editorial Planeta, Barcelona, España.
- 1998: El hombre, la hembra y el hambre. Editorial Planeta, Barcelona, España.
- 1988: Fábulas de una abuela extraterrestre. Letras Cubanas, Cuba; 2003: Editorial Océano, México; 2018: Editorial Huso, España.

## Novela corta
- 2015: Un hada en el umbral de La Tierra. Ediciones El Naranjo, México.
- 2004: Los mundos que amo. Editorial Alfaguara, Bogotá, Colombia.
- 1986: Historias de hadas para adultos. Letras Cubanas, Cuba; 2007: Ediciones Minotauro, España.

### Cuento
- 2017: Extraños testimonios. Editorial Huso, España; 2023: Editorial Minotauro, Colombia.
- 2001: País de dragones. Espasa Juvenil, Madrid, España; 2021: Editorial Norma, Colombia.
- 1990: El abrevadero de los dinosaurios. Letras Cubanas, Cuba; 2005: Sello Nueva Imagen, México; 2017: Editorial Huso, Madrid, España.
- 1983: Amoroso planeta. Letras Cubanas, Cuba; 2019: Editorial Norma, Colombia.
- 1980: Los mundos que amo. Ediciones Unión, Cuba.

### Poesía
- 1994: Confesiones eróticas y otros hechizos. Editorial Betania, Madrid, España.

### Cine
- 1989: La anunciación. Editorial Extensión Universitaria, La Habana, Cuba.

## Premios y distinciones
- 2022: Premio Internacional de Literatura otorgado por Banco del Libro (categoría juvenil), por País de dragones.
- 2020: Primer lugar en las categorías Best Popular Fiction (Mejor Ficción Popular) y Best Novel Adventure or Drama in Spanish (Mejor Novela de Aventura o Drama en Español) en los International Latino Book Awards (Premio Internacional del Libro Latino), por Los hijos de la Diosa Huracán.
- 2020: Medalla de Oro en la categoría Mejor Libro en Lengua Española. Florida Book Awards 2019 (Estados Unidos), por Los hijos de la Diosa Huracán.
- 2017: Invitada de Honor al 35° HispaCon (Navacerrada, España).
- 2017: Invitada de Honor a la 12a Convención Norteamericana de Ciencia Ficción (San Juan, Puerto Rico).
- 2014: Premio Nacional Malinalli para la Promoción de las Artes, los Derechos Humanos y la Diversidad Cultural (México).
- 2014: Invitada de Honor y escritora homenajeada en la Feria Universitaria del Libro de Tabasco (México).
- 2010: International Dublin Literary Award IMPAC Longlist por The Island of Eternal Love (La isla de los amores infinitos, traducción de Andrea G. Labinger).
- 2008: Finalista del Prix Relay du Roman d'Évasion (Francia), por La isla de los amores infinitos.
- 2007: Medalla de Oro en la categoría Mejor Libro en Lengua Española. Florida Book Awards 2016 (Estados Unidos), por La isla de los amores infinitos.
- 2004: Máxima Invitada de Honor al 25.º Congreso Internacional del Arte Fantástico, Fort Lauderdale (Estados Unidos).
- 2003: Premio Internacional de Fantasía Goliardos (México), por Fábulas de una abuela extraterrestre.
- 1998: Premio Azorín de Novela (España), por El hombre, la hembra y el hambre.
- 1990: Premio Anna Seghers, Academia de Artes de Berlín (Alemania), por Fábulas de una abuela extraterrestre.
- 1989: Premio Nacional de Literatura Juvenil "La Edad de Oro" (Cuba), por País de dragones.
- 1988: Premio Nacional "13 de marzo" al mejor guion de cine inédito (Cuba), por La anunciación.
- 1979: Premio Nacional de Literatura David de ciencia ficción (Cuba), por (Los mundos que amo).